# Pogatxa

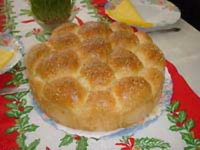
Pogaca serbia

Pogatxa o poğaça (turc) és una variant de pa que se sol trobar en països com Bòsnia i Hercegovina, Bulgària, Croàcia, Eslovènia, Macedònia del Nord, Sèrbia, Montenegro i Turquia. El van difondre els turcs pels Balcans i pel centre d'Europa durant l'Imperi Otomà.
Aquest tipus de pa té uns orígens incerts, tot i que s'hi poden trobar semblances amb altres varietats a Europa com la focaccia a Itàlia o la fougasse a França.
A Turquia, una companyia d'aliments ha desenvolupat, i presentat al mercat des del any 2015, un oli especial per a fer poğaça i boyoz.